# Kōtoku-in
Kōtoku-in (en caràcters japonesos 高徳院) és un temple budista de la secta de la Terra Pura situat a la ciutat de Kamakura, a la prefectura de Kanagawa, al Japó.
El temple és reconegut pel seu Gran Buda o Daibutsu (大仏), una monumental estàtua de bronze a l'aire lliure del Buda Amida que ha esdevingut una de les icones més famoses del Japó. L'estàtua, que fa 13,35 metres d'alçada i pesa unes 93 tones, és el segon Buda monumental més gran del Japó després del de Tōdai-ji a Nara.
El Gran Buda probablement data del 1252, durant el període de Kamakura, quan els annals del temple informen de la construcció d'una estàtua de bronze; ara bé, no se sap amb seguretat si es tracta del Gran Buda actual o no. L'estàtua es va construir dins un temple de fusta, que va desaparèixer durant un tsunami esdevingut al període de Muromachi, al final del segle xv. L'estàtua, però, va romandre allà on era.
L'estàtua és coneguda arreu del món com 'el Buda de Kamakura' sobretot gràcies a uns versos que encapçalen els capítols inicials de la novel·la Kim, de Rudyard Kipling (1901).

## El Gran Buda
El Gran Buda de Kamakura, a l'exterior del temple de Kōtoku-in, es creu que fou construït a mitjan segle xiii segons la idea inicial del monjo Joko, que va organitzar una col·lecta a fi i efecte de la realització de l'estàtua monumental, construïda pels escultors One Goroemon i Tanji Hisatomo.
L'estàtua, de proporcions gegantines (13,35 metres d'alçada i 93 tones de pes) és buida per dins, i els visitants poden accedir a l'interior per una quantitat simbòlica de 20 iens per cap.
D'ençà del tsunami del 1495 que va escombrar el temple dins el qual s'allotjava el Buda, l'estàtua ha romàs a l'aire lliure. Fou objecte d'obres de restauració durant els anys 1960-1961, quan se li va reforçar el coll i se li van aplicar diverses intervencions per protegir-lo dels terratrèmols.

### Detalls
- Pes: 93 tones
- Alçada: 13,35 m
- Llargada de la cara: 2,35 m
- Llargada de l'ull: 1,0 m
- Llargada de la boca: 0,82 m
- Llargada de l'orella: 1,90 m
- Llargada de genoll a genoll: 9,10 m
- Diàmetre del dit polze: 0,85 m